# 24 Bootis
Désignations
24 Bootis, également désignée g Bootis, est une étoile de la constellation du Bouvier, située à environ 308 années-lumière de la Terre.